# A Mátyás-templom orgonája

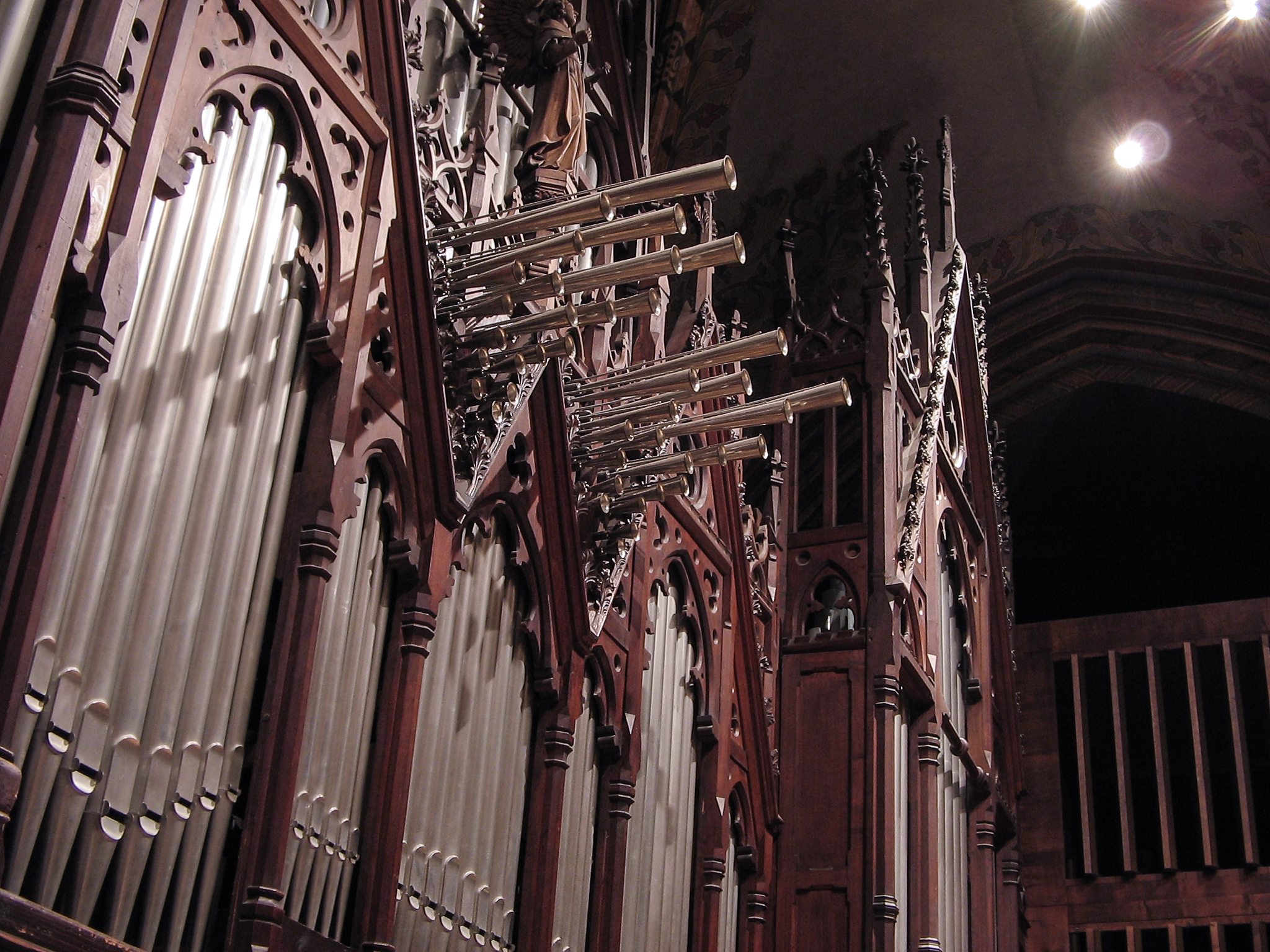
Az orgona homlokzata

A Mátyás-templom orgonája ötmanuálos, pedálos, 86 regiszteres elektropneumatikus orgona.

## Története
A budavári főtemplom első orgonáiról nincsenek írásos emlékeink. Tudjuk, hogy Mátyás idejében voltak orgonaépítő mesterek Budán, valószínű, hogy a templomot is felszerelték orgonával. A Nagyboldogasszony-templomot a törökök 1541-től mecsetként használták. Amikor Buda 1686-ban felszabadult, az épületet a jezsuiták foglalták el, akik a királyné adományából hamarosan rendbe hozták. A zenészek karzatát is felszerelték, és 1688-ban Széchényi György esztergomi érsek egy száz forint értékű pozitívorgonát adományozott a templomnak. 1695-ben Esterházy Pál nádor kibővíttette a templom kórusát, s arra új, valószínűleg nagyobb orgonát állíttatott, amely közel három évtizeden át működött. Az 1723. évi tűzvész során a templom homlokfala bedőlt és elpusztította a hangszert. A jezsuiták még ugyanabban az évben újraboltoztatták a kórust és hamarosan új, „felette alkalmas” orgonával szerelték fel. A budai rendház a század közepén élte virágkorát, ekkor kötöttek szerződést egy bizonyos Martin orgonaépítő mesterrel, aki 1747-ben két egyforma hangszert készített a Nagyboldogasszony- és a Mária Magdolna-templom részére. Erről saját kezű beírása tanúskodik az utóbbi templom 1934-ben lebontott orgonájának két fasípján.
1768-ban ismét nagyobb hangszer építésébe fogtak, az építőt nem ismerjük. Ez az orgona szólt Liszt Ferenc Koronázási miséjének bemutatásakor is, 1867-ben. 1874-ben, amikor megkezdték a templom újjáépítését, eladás céljából felbecsültették, ennek köszönhetően igen részletes leírás maradt fenn róla. Sorsáról közelebbit nem tudunk, állítólag Dangl Antal aradi orgonaépítő vette át.
A csaknem húsz évig tartó restaurálási munkák után megnyitott koronázó templomba ugyancsak Dangl készített új orgonát. Ennek faragott, neogótikus szekrénye, miként az egész templom átépítése, Schulek Frigyes tervei szerint készült. Itt kezdődik a mai orgona története, ugyanis ennek keretéül is az 1893-as szekrény szolgál. Dangl orgonája hárommanuálos, mechanikus, kúpládás hangszer volt. Hamarosan kiderült, hogy ez a hangszer szegényes diszpozíciója valamint szerkezeti hiányosságai miatt a templom zenei és művészi igényeinek nem tud megfelelni. Új hangszert kellett építeni, amelyhez Ferenc József magyar királlyá koronázásának 40. évfordulója alkalmából 50 000 koronát adományozott. A munkával a jägerndorfi (ma Kronv) Rieger-orgonagyárat bízták meg, amely 1909-ben Sugár Viktor tervei szerint építette fel a késő romantikus stílusú, négymanuálos, 77 regiszteres orgonát (op. 1500). Ennek egy részét, a IV. manuál sípjait a kor divatjának megfelelően a templom padlásán helyezték el, hangját egy 14 méter hosszú facsövön, a mennyezeten keresztül vezették a templomhajóba.
A hangszert 1931-ben (ismét Sugár tervei szerint) a Rieger-gyár budapesti üzeme bővítette 85 regiszteresre. Az átépítés során a padlásról lehozták a sípokat, és az orgona belső elrendezését rendkívül előnytelen módon megváltoztatták. Az óriási játszóasztalt kisebbre cserélték és – Európában először – amerikai rendszerű Setzer-kombinációval szerelték fel. Ez lehetővé tette különféle hangszín-összeállítások eltárolását, ezáltal nagyban megkönnyítve az orgonista munkáját előadás közben.
Az 1944-es szovjet ostrom során erősen megsérült hangszert a háború után ideiglenesen rendbe hozták. Teljesen átintonálták, a szélellátás elégtelensége miatt lefojtották, hangja kifejezéstelen, fakó lett. Állapota egyre romlott, végül elkerülhetetlenné vált az átépítése.
Az új orgona tervezésére 1979-ben Gergely Ferenc, Koloss István, Baróti István, és a templom orgonistája, Hock Bertalan közreműködésével bizottság alakult. A sokrétű igényeknek leginkább olyan „szimfonikus” orgona felelt meg, amely felhasználva a régi hangszer értékes és még megmenthető sípjait és szerkezeti elemeit, egyesíti a romantikus és barokk stílusjegyeket.
Az újjáépítést ismét a csehországi Krnovban működő Rieger-Kloss-orgonagyár végezte egy év leforgása alatt. Az ő kiváló munkájukat dicséri az 1984 januárjában felavatott új, ötmanuálos, 85 regiszteres, 8 soros (Setzer) kombinációval ellátott, elektropneumatikus traktúrájú RIEGER Op. 3540.
A legutóbbi, 1999-ben történt bővítés során a játszóasztal kombinációinak számát az eddigi 8-ról 798-ra emelték egy számítógép beépítésével. Ezzel lehetővé vált akár több orgonakoncert teljes hangszín-összeállításának eltárolása és lemezre mentése. Ekkor építették be – nyolcvanhatodikként – a spanyol trombita regisztert.
1985-ben épült meg a kétmanuálos, 18 regiszteres távmű. A műemlékvédelmi hatóság állásfoglalása nyomán csak az egyik északi oldalkápolnában, III. Béla király sírja mellett kaphatott helyet, ideiglenes jelleggel. Ez a hangszer a nagyorgona játszóasztaláról és önállóan is megszólaltatható volt a liturgia vagy a templomtérben rendezett koncertek kíséretére.
A Mátyás-templom általános rekonstrukciója keretében a Pécsi Orgonaépítő Manufaktúra Kft. nyert megbízást a nagyorgona generálfelújítására és az új karorgona megépítésére. A munka a nagyorgona lebontásával kezdődött 2009-ben. A hangszer műhelymunkái 2011-ben készültek el, 2012-ben került vissza a helyére és a helyszíni munkák után 2015. január 25-én szólalt meg először. A felújítással együtt készült egy, mozgatható, mindkét orgona megszólaltatására alkalmas földszinti játszóasztal is. Az új karorgona 2010-ben épült meg az álkereszthajó északi karzatán, az előnytelenül elhelyezett ideiglenes távművet 2012-ben elbontották.

## Felépítése
Az orgona 111 regiszteres, 5 manuálos.

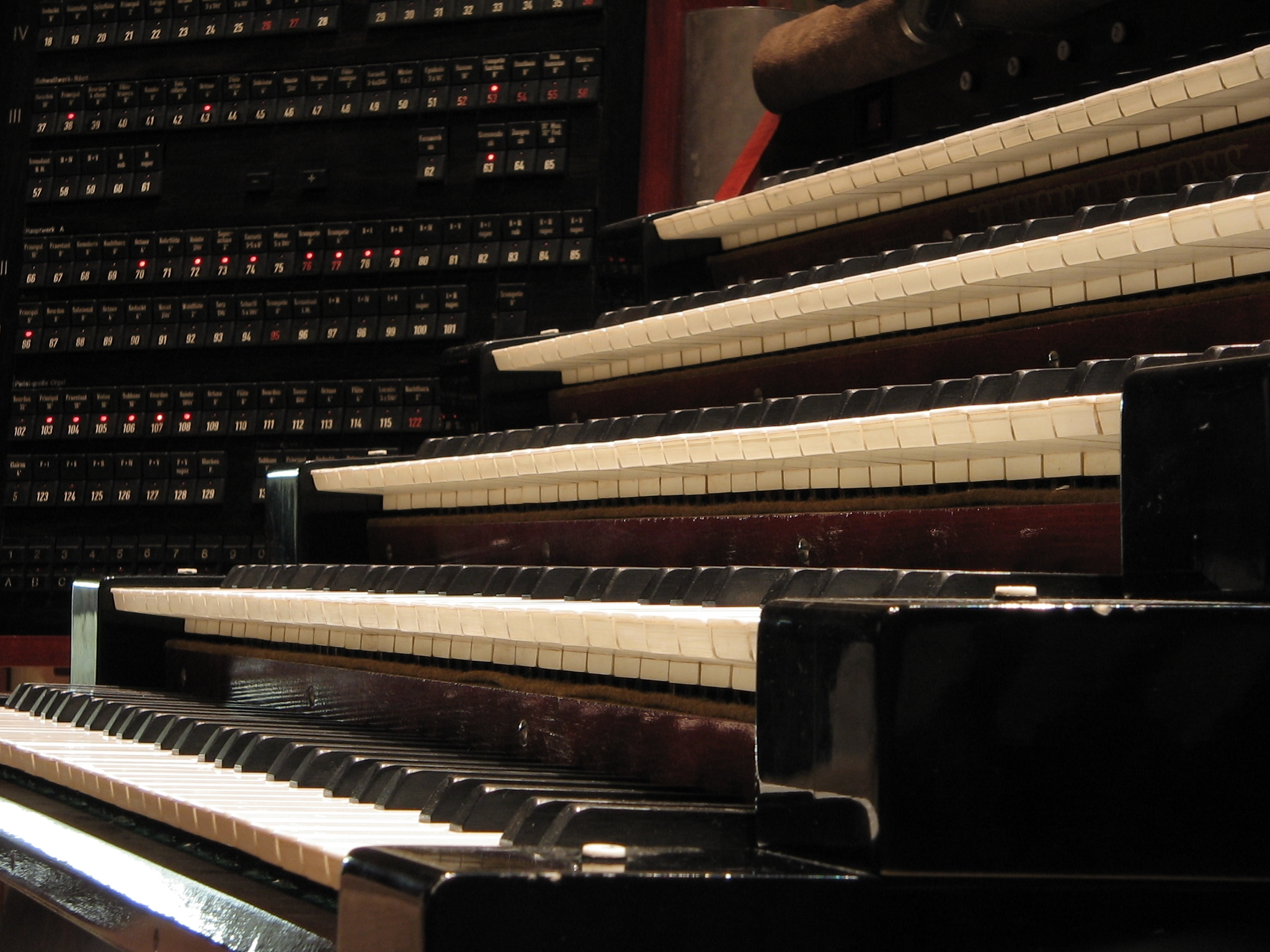
Játszóasztal
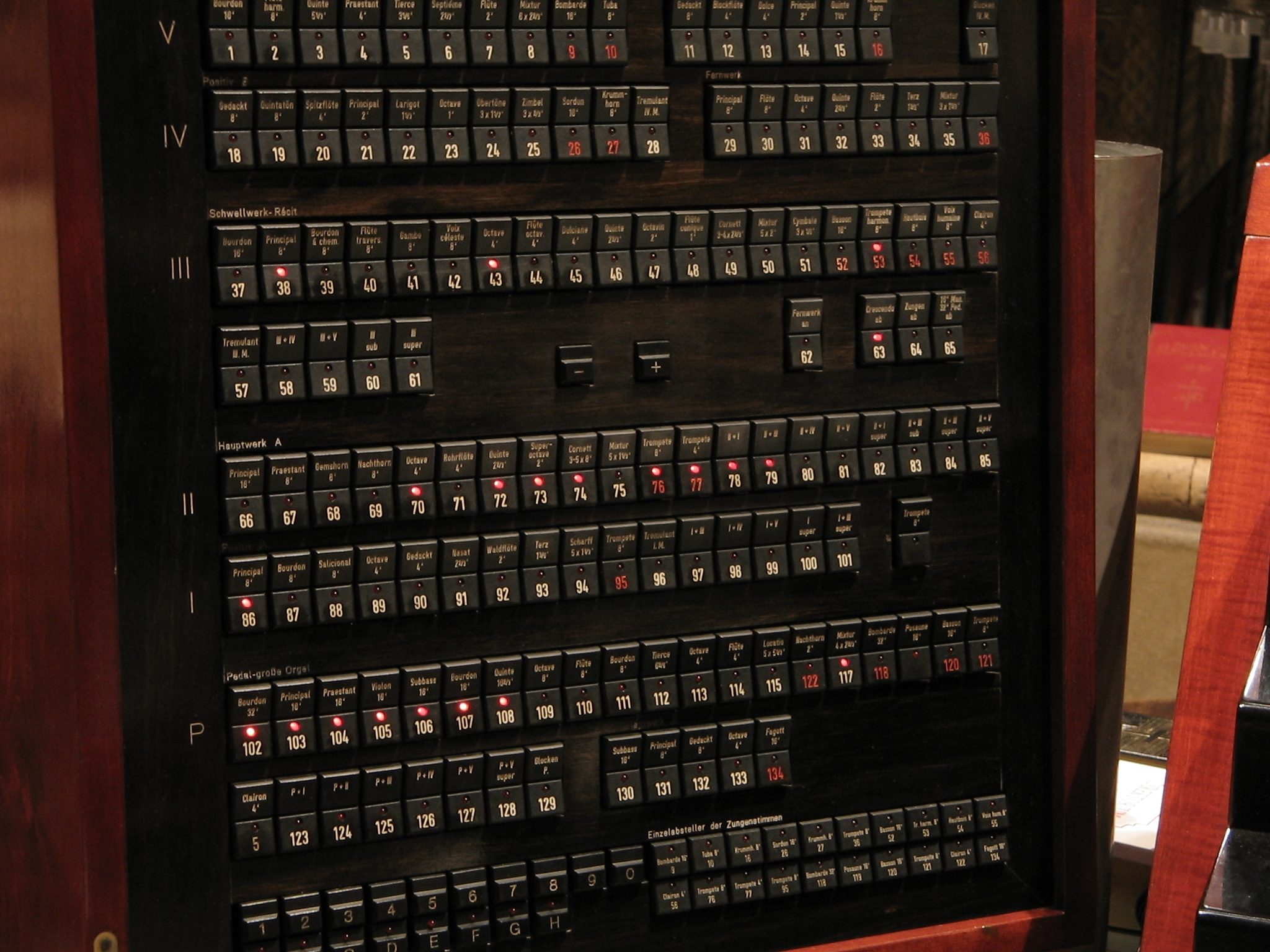
Regisztrálópult

## Diszpozíciója (1984-2009)
| Pedal | I. Positiv-A | II. Hauptwerk-A | III. Schwellwerk-Récit | IV. Positiv-B | V. Hauptwerk-B |
| --- | --- | --- | --- | --- | --- |
| - 102 Bourdon 32' - 103 Principal 16' - 104 Praestant 16' - 105 Violon 16' - 106 Subbass 16' - 107 Bourdon 16' - 108 Quinte 102/3' - 109 Octave 8' - 110 Flûte 8' - 111 Bourdon 8' - 112 Tierce 62/5' - 113 Octave 4' - 114 Flûte 4' - 115 Locatio 5× 51/3' - 116 Nachthorn 2' - 117 Mixtur 4× 22/3' - 118 Bombarde 32' - 119 Posaune 16' - 120 Basson 16' - 121 Trompete 8' - 122 Clairon 4' | - 86 Principal 8' - 87 Bourdon 8' - 88 Salicional 8' - 89 Octave 4' - 90 Gedackt 4' - 91 Nasat 22/3' - 92 Waldflöte 2' - 93 Terz 13/5' - 94 Scharff 5× 11/3' - 95 Trompete 8' - Sp. Trompete 8' | - 66 Principal 16' - 67 Praestant 8' - 68 Gemshorn 8' - 69 Nachthorn 8' - 70 Octave 4' - 71 Rohrflöte 4' - 72 Quinte 22/3' - 73 Superoctave 2' - 74 Cornett 3-5× 8' - 75 Mixtur 5× 11/3' - 76 Trompete 8' - 77 Trompete 4' | - 37 Bourdon 16' - 38 Principal 8' - 39 Bourdon à cheminée 8' - 40 Flûte traversière 8' - 41 Gambe 8' - 42 Voix céleste 8'+8' - 43 Octave 4' - 44 Flûte octaviante 4' - 45 Dulciane 4' - 46 Quinte 22/3' - 47 Octavin 2' - 48 Flûte conique 1' - 49 Cornet 3-4× 22/3' - 50 Mixtur 5× 2' - 51 Cymbale 3× 1/5' - 52 Basson 16' - 53 Trompette harmonique 8' - 54 Hautbois 8' - 55 Voix humaine 8' - 56 Clairon 4' | - 18 Gedackt 8' - 19 Quintatön 8' - 20 Spitzflöte 4' - 21 Principal 2' - 22 Larigot 11/3' - 23 Octave 1' - 24 Obertöne 3× 11/7' - 25 Zimbel 3× 2/3' - 26 Sordun 16' - 27 Krummhorn 8' | - 1 Bourdon 16' - 2 Flûte harmonique 8' - 3 Quinte 51/3' - 4 Praestant 4' - 5 Tierce 31/5' - 6 Septiéme 22/7' - 7 Flûte 2' - 8 Mixtur 6× 22/3' - 9 Bombarde 16' - 10 Tuba 8' |
| - 123 P+I - 124 P+II - 125 P+III - 126 P+IV - 127 P+V - 128 P+V super - 129 Glocken p. - Fernwerk ped. - 130 Subbass 16' - 131 Principal 8' - 132 Gedackt 8' - 133 Octave 4' - 134 Fagott 16' 0 | - 96 Tremulant I. - 97 I+III - 98 I+IV - 99 I+V - 100 I super - 101 I+III super | - 78 II+I - 79 II+III - 80 II+IV - 81 II+V - 82 II+I super - 83 II+III sub - 84 II+III super - 85 II+V super | - 57 Tremulant III. - 58 III+IV - 59 III+V - 60 III sub - 61 III super - 62 Fernwerk an - 63 Crescendo ab - 64 Zungen ab - 65 16' Man.; 32' Ped. ab | - 28 Tremulant IV. - Fernwerk I. man - 29 Principal 8' - 30 Flöte 8' - 31 Octave 4' - 32 Quinte 22/3' - 33 Flöte 2' - 34 Terz 13/5' - 35 Mixtur 3× 11/3' - 36 Trompete 8' 0           | - Fernwerk II.man - 11 Gedackt 8' - 12 Blockflöte 4' - 13 Dolce 4' - 14 Principal 2' - 15 Quinte 11/3' - 16 Krummhorn 8' 0 - 17 Glocken IV.                                  |

1. ↑  Transzmisszió a Fernwerk I. man-ról

- A 0-val jelölt regiszterek nincsenek beépítve.

## Lásd még
- Mátyás-templom
- Orgona (hangszer)

## Kapcsolódó hivatkozások
- Mátyás templom
- Rieger-Kloss orgonaüzem
- Notre Dame de Budapest orgonahangminta-gyűjtemény
- Orgona.lap.hu - linkgyűjtemény